# مارفين ماييتي
مارفين ماييتي (بالإيطالية: Marvin Maietti)‏ (2 فبراير 1993 بكريما في إيطاليا - ) هو لاعب كرة قدم إيطالي في مركز الوسط. لعب مع UC AlbinoLeffe ‏.